# Décès en 1947
Décès
- 1943
- 1944
- 1945
- 1946
- 1947
- 1948
- 1949
- 1950
- 1951

Cet article présente une liste de personnalités mortes au cours de l'année 1947.

Les mois de l'année font également l'objet de listes spécifiques :

## Décès par mois

### Date précise nnconnue
- Marie Duret, peintre et pastelliste française (° 1872).
- Bruno Guillermin, peintre français (° 1878).
- Maurice Guiraud-Rivière, peintre, dessinateur, et sculpteur français (° 10 février 1881).
- Fathollah Akbar Sepahdar, homme politique iranien (° 1878).
- Vers 1947 :
- Antônio Maciel Bonfim, homme politique brésilien (° 10 février 1905).

### Janvier
- 3 janvier :
  - Jean Bernex, homme politique français (° 26 octobre 1893).
  - Abdeljelil Zaouche, homme politique et homme d'affaires tunisien (° 15 décembre 1873).
  - Ferdinand Puyau, écrivain et avocat français (° 3 novembre 1857).
- 5 janvier :
  - Emma Herland, peintre française (° 16 février 1855).
  - Charles Schlee, coureur cycliste américain (° 21 juillet 1873).
- 6 janvier : Konstantin Dumba, diplomate austro-hongrois puis autrichien (° 17 juin 1856).
- 7 janvier : 
  - John Alexander Mathieson, premier ministre de l'Île-du-Prince-Édouard (° 19 mai 1863).
  - « El Algabeño » (José García Rodríguez), matador espagnol (° 21 septembre 1875).
- 9 janvier : Sōichi Kakeya, mathématicien japonais (° 18 janvier 1886).
- 13 janvier : Georges Souillet, peintre français (° 26 novembre 1861).
- 17 janvier : Paul Emmanuel Legrand, peintre français (° 16 août 1860).
- 19 janvier : Bombita (Emilio Torres Reina), matador espagnol (° 28 novembre 1874).
- 20 janvier : Maurice Grün, peintre russe naturalisé français (° 7 février 1870).
- 23 janvier : Pierre Bonnard, peintre français (° 3 octobre 1867).
- 24 janvier :
  - Kitani Chigusa, peintre japonaise nihonga et professeure de peinture (° 17 février 1895).
  - August Meyszner, officier de la gendarmerie fédérale autrichienne (° 3 août 1886).
- 25 janvier :
  - Al Capone, gangster italo-américain (° 17 janvier 1899).
  - Otto Findeisen, chef d'orchestre et compositeur allemand né en Autriche (° 23 décembre 1862).
- 26 janvier : Grace Moore
- 28 janvier :
  - Marthe Chenal, soprano d'opéra française (° 24 août 1881).
  - Reynaldo Hahn, chef d'orchestre, critique musical et compositeur français (° 9 août 1874).

### Février
- 4 février : Luigi Russolo, peintre et compositeur italien (° 30 avril 1885).
- 5 février : Salvatore Cardillo, auteur-compositeur italien (° 20 février 1874).
- 6 février :
  - Jean Coraboeuf, peintre et graveur français (° 6 novembre 1870).
  - Max Gülstorff, acteur allemand (° 23 mars 1882).
  - Henry Marshall Tory, mathématicien canadien (° 11 janvier 1864).
  - Ellen Wilkinson, femme politique et écrivain britannique (° 8 octobre 1891).
- 9 février : Armand-Hippolyte d'Orchymont, entomologiste belge. (° 4 mars 1881).
- 11 février :
  - Kurt Lewin, psychologue américain (° 9 septembre 1890).
  - Henri-Émile Rogerol, peintre portraitiste, paysagiste, sculpteur et céramiste français (° 5 avril 1877).
- 12 février : Stelletsky, sculpteur, décorateur de théâtre, illustrateur, architecte et peintre iconographe russe (° 1er janvier 1875).
- 13 février : Stanislas Ignace Fabijański, peintre, illustrateur et créateur d'affiches polonais (° 22 juillet 1865).
- 14 février : Jack Page, patineur artistique britannique (° 1900).
- 16 février : Alexandre Varenne, homme politique français (° 3 octobre 1870).
- 18 février : Valentina Dmitrieva, écrivaine russe (° 10 mai 1859).
- 22 février : Marc Mouclier, peintre, décorateur, illustrateur et graveur français (° 19 janvier 1866).
- 24 février : Jeanne Labric, peintre et brodeuse d'art française (° 16 février 1861).
- 26 février : Ben Webster, acteur anglais (° 2 juin 1864).
- 28 février : Robert Jahoda, relieur polonais (° 28 février 1947).

### Mars
- 2 mars : Stanhope Forbes, peintre de genre britannique (° 18 novembre 1857).
- 4 mars : Sarkis Katchadourian, peintre persan d'origine arménienne (° 9 août 1886).
- 9 mars : Carrie Chapman Catt, journaliste, professeur et suffragette américaine (° 9 janvier 1859).
- 16 mars : Marie-Aimée Coutant, peintre française (° 13 janvier 1890).
- 18 mars :
  - Edgar Chahine, peintre et graveur français d'origine arménienne (° 31 octobre 1874).
  - Willem Pijper, compositeur, critique musical et professeur néerlandais (° 8 septembre 1894).
- 19 mars : Prudence Heward, peintre canadienne (° 2 juillet 1896).
- 22 mars : Hiram Brülhart, peintre et dessinateur suisse (° 14 octobre 1878).
- 23 mars : Louise-Antoinette de Habsbourg-Toscane.
- 25 mars :
  - Joseph Milon, peintre et sculpteur français (° 11 septembre 1868).
  - Tan Ting-pho, peintre taïwanais (° 2 février 1895).
- 28 mars :
  - José Roy, illustrateur français (° 25 août 1860).
  - Rudolph Simonsen, compositeur, historien de la musique et pédagogue danois (° 30 avril 1889).

### Avril
- 1er avril : Georges II de Grèce, roi des Hellènes (° 19 septembre 1890).
- 6 avril :
  - William P. Carleton, acteur britannique (° 3 octobre 1872).
  - Matija Jama, peintre serbe puis yougoslave (° 4 janvier 1872).
- 7 avril : Henry Ford, constructeur automobile américain (° 30 juillet 1863).
- 12 avril : Jack J. Clark, acteur et réalisateur américain (° 23 septembre 1879).
- 16 avril : Rudolf Höss, allemand, ancien commandant nazi du camp d'Auschwitz-Birkenau (° 25 novembre 1900).
- 20 avril : Christian X de Danemark, roi du Danemark et d'Islande (° 26 septembre 1870).
- 24 avril :
  - Willa Cather, romancière américaine (° 7 décembre 1873).
  - Giovanni Colmo, peintre italien (° 13 mai 1867).
  - Emily Patricia Gibson, féministe néo-zélandaise (° 1864).
- 27 avril : Heinrich Altherr, peintre suisse (° 11 juillet 1878).

### Mai
- 2 mai : Stefan Bakałowicz, peintre polonais (° 17 octobre 1857).
- 3 mai : Harry Holman, acteur américain (° 15 mars 1872).
- 11 mai : Jan Lavezzari, peintre français (° 3 janvier 1876).
- 13 mai : Frances Hodgkins, peintre néo-zélandaise (° 28 avril 1869).
- 15 mai : John Arledge, acteur américain (° 12 mars 1907).
- 16 mai : Frederick Gowland Hopkins, physiologiste et chimiste britannique (° 20 juin 1861).
- 23 mai : Charles Ferdinand Ramuz, écrivain et poète suisse (° 24 septembre 1878).
- 28 mai : Lioubov Hakkebush, actrice de théâtre soviétique (° 26 septembre 1888).

### Juin
- 6 juin : Hugues de Beaumont, peintre français (° 26 octobre 1874).
- 9 juin : Augusto Giacometti, peintre suisse (° 16 août 1877).
- 10 juin : Alexander Bethune, maire de Vancouver.
- 14 juin : Albert Marquet, peintre et dessinateur français (° 27 mars 1875).
- 16 juin : Jean Capart, égyptologue belge (° 21 février 1877).
- 18 juin :
  - Alfred Allen, acteur américain (° 8 avril 1866).
  - Richard Cooper, acteur britannique (° 16 juillet 1893).
- 25 juin : William Donald Ross, lieutenant-gouverneur de l'Ontario.
- 26 juin :
  - Richard Bedford Bennett, premier ministre du Canada (° 3 juillet 1870).
  - Léopold Lelée, peintre et illustrateur français (° 13 décembre 1872).
- 27 juin : Marie-Louise Pichot, peintre française (° 1er janvier 1885).
- 29 juin : Orla Jørgensen, coureur cycliste danois (° 25 mai 1904).
- 30 juin : Pierre Savigny de Belay, peintre français (° 12 décembre 1890).

### Juillet
- 8 juillet : Marcel-Gaillard, peintre, graveur, illustrateur français (° 17 juin 1886).
- 10 juillet : Dominique Frassati, peintre français (° 29 mars 1896).
- 11 juillet : Charles Frederick Goldie, peintre néo-zélandais (° 20 octobre 1870).
- 15 juillet : Brandon Hurst, acteur britannique (° 30 novembre 1866).
- 17 juillet :
  - Camille Jacquemin, prêtre, compositeur, musicographe et organiste belge (° 7 décembre 1899).
  - Sisowath Youtevong, premier ministre cambodgien (° 1913).
- 19 juillet :
  - Aung San, premier ministre birman (° 13 février 1915).
  - Yo Unhyŏng, homme politique nationaliste de gauche de l'actuelle Corée du Sud (° 22 avril 1886).
- 22 juillet : Heikki Nurmio, militaire et écrivain finlandais (° 29 octobre 1887).
- 24 juillet : Ernest Austin, compositeur anglais (° 31 décembre 1874).
- 27 juillet :
  - Eugène Alluaud, peintre et céramiste français (° 25 mars 1866).
  - Langdon West, réalisateur américain (° 11 janvier 1886).
- 30 juillet :
  - Charles Atamian, peintre français d'origine arménienne (° 18 septembre 1872).
  - Joseph Cook, homme d'État britannique puis australien (° 7 décembre 1860).
  - Fédir Krytchevsky, peintre moderniste russe puis soviétique (° 22 mai 1879).

### Août
- 5 août : Georges Capgras, peintre français (° 16 mai 1866).
- 9 août : Serafima Blonskaïa, peintre et professeur d'art russe puis soviétique (° 3 octobre 1870).
- 17 août :
  - Eugène de Suède, prince suédois et norvégien et duc de Närke, peintre et graveur (° 1er août 1865).
  - Adrien Ouvrier,  peintre français (° 4 mars 1890).
- 19 août : 
  - Oskar Moll, peintre allemand (° 21 juillet 1875).
  - Samuel Agourski, historien et personnalité politique biélorusse (° 15 avril 1884).
- 20 août : Albert Henderson, footballeur international canadien (° 29 août 1881).
- 29 août : Manuel Rodríguez Sánchez dit « Manolete », matador espagnol (° 4 juillet 1917).

### Septembre
- 5 septembre : William Graham, hockeyeur sur gazon irlandais (° 29 janvier 1886).
- 7 septembre :
  - Paul Bocquet, peintre français (° 17 octobre 1868).
  - Lee Choo Neo, médecin singapourienne (° 7 septembre 1895).
- 8 septembre :
  - Victor Horta, architecte belge (° 6 janvier 1861).
  - Mary Young Hunter, peintre néo-zélandaise (° 11 avril 1872).
- 11 septembre : Rodolfo Muller, coureur cycliste italien (° 12 août 1876).
- 13 septembre : Albert Sirk, peintre, graphiste et illustrateur austro-hongrois puis yougoslave (° 26 mai 1887).
- 15 septembre :
  - Carnicerito de Méjico (José González López) matador mexicain (° 19 mars 1917).
  - Ferdinand Sinet, peintre, portraitiste et portraitiste canin français (° 15 mai 1862).
- 20 septembre : Lucien Jonas, peintre français (° 8 avril 1880).
- 26 septembre : Hugh Lofting, écrivain britannique (° 14 janvier 1886).
- 27 septembre : Maurice Asselin, peintre et graveur français (° 24 juin 1882).
- 28 septembre :
  - William B. Davidson, acteur américain (° 16 juin 1888).
  - Jan Zoetelief Tromp, peintre néerlandais (° 13 décembre 1872).
  - Jâleh Qâem-Maqâmi, poètesse iranienne de langue persane.

### Octobre
- 4 octobre : Max Planck, physicien allemand (° 23 avril 1858).
- 6 octobre : Leevi Madetoja, compositeur finlandais (° 17 février 1887).
- 13 octobre : Jules Vandievoet, peintre décorateur de théâtre et régisseur belge (° 1885).
- 18 octobre : Gay Gibson, actrice britannique (° 16 juin 1926).
- 20 octobre : Paul Carton, médecin français (° 12 mars 1875).
- 22 octobre : Antoine Richard, historien, professeur, militant communiste et syndicaliste français (° 25 mai 1890).
- 27 octobre :
  - Luigi Gioli, peintre italien (° 16 novembre 1854).
  - Adolphe Péterelle, peintre français d'origine suisse (° 26 juin 1874).
- 31 octobre : Louis-François Biloul, peintre français (° 15 octobre 1874).

### Novembre
- 1er novembre : Sarah Venie Barr, femme politique irlandaise (° 3 octobre 1875).
- 3 novembre : John G. Winant, homme politique américain (° 23 février 1889).
- 6 novembre :
  - William C. Dowlan, acteur et un réalisateur américain (° 21 septembre 1882).
  - René Schillemann, footballeur français (° 5 janvier 1908).
- 7 novembre : Sándor Garbai, homme d'État hongrois (° 27 mars 1879).
- 14 novembre : Walter Edward Foster, premier ministre du Nouveau-Brunswick (° 9 avril 1873).
- 21 novembre : Philipp August Becker, romaniste allemand († 1er juin 1862).
- 24 novembre :
  - Peter Drobach, coureur cycliste sur piste américain (° 23 novembre 1890).
  - Léon-Paul Fargue, poète français (° 3 mars 1876).
- 26 novembre :
  - Ernie Adams, acteur américain (° 18 juin 1885).
  - W. E. N. Sinclair, chef du Parti libéral de l'Ontario.
- 28 novembre :
  - Philippe Leclerc de Hauteclocque, soldat français, maréchal de France (° 22 novembre 1902).
  - Georg Schnéevoigt, chef d'orchestre et violoncelliste finlandais (° 8 novembre 1872).
- 30 novembre : Ernst Lubitsch, réalisateur américain d'origine allemande (° 29 janvier 1892).

### Décembre
- 1er décembre : Aleister Crowley, écrivain et occultiste britannique (° 12 octobre 1875).
- 7 décembre :
  - Tristan Bernard, écrivain français (° 7 septembre 1866).
  - Nicholas Butler, philosophe, homme politique, professeur d'université et diplomate américain (° 2 avril 1862).
- 8 décembre : Blanche Hoschedé, peintre et modèle français (° 10 novembre 1865).
- 10 décembre : Pierre Petit de Julleville, cardinal français, archevêque de Rouen (° 22 novembre 1876).
- 11 décembre : Maurice Chabas, peintre symboliste français (° 21 septembre 1862).
- 13 décembre : Nicolas Roerich, peintre russe (° 9 octobre 1874).
- 14 décembre : Stanley Baldwin, homme politique britannique (° 3 août 1867).
- 16 décembre : Gino Rossi, peintre italien (° 6 juin 1884).
- 18 décembre : Ernesto Aurini, peintre, photographe, dessinateur et caricaturiste italien (° 3 mai 1873).
- 22 décembre : Bruno Biagi, homme politique italien (° 27 octobre 1889).
- 24 décembre : Hans-Erdmann von Lindeiner-Wildau, homme politique allemand (° 17 septembre 1883).
- 27 décembre : Eugène Martel, peintre français (° 13 décembre 1869).
- 28 décembre :
  - Leonard Percy de Wolfe Tilley, premier ministre du Nouveau-Brunswick (° 21 mai 1870).
  - Victor-Emmanuel III, roi d'Italie (° 11 novembre 1869).
- 30 décembre : 
  - Han van Meegeren, peintre néerlandais (° 10 octobre 1889).
  - Alfred North Whitehead, logicien et mathématicien britannique (° 15 février 1861).